# Anomis colligata
Anomis colligata är en fjärilsart som beskrevs av Walker 1865. Anomis colligata ingår i släktet Anomis och familjen nattflyn. Inga underarter finns listade i Catalogue of Life.